# Парламентские выборы в Сальвадоре (2015)
Парламентские выборы в Сальвадоре прошли 1 марта 2015 года одновременно с местными выборами. На них было избрано 84 члена Законодательной ассамблеи и 262 мэра. Выборы были проведены Высшим избирательным трибуналом страны.

## Избирательная система
Законодательная ассамблея Сальвадора, однокамерный парламент страны, состоит из 84 депутатов, избираемых на три года в ходе прямого голосования. 64 члена парламента избираются по партийным спискам в 14 многомандатных округах, которые соответствуют 14 департаментам Сальвадора и могут иметь от 3 до 16 мандатов пропорционально населению департаментов. Остальные 20 депутатов избираются в одномандатных национальных округах.

## Результаты
| Партия                                                 | Голоса    | %     | Мест | +/–   |
| ------------------------------------------------------ | --------- | ----- | ---- | ----- |
| Националистический республиканский альянс              | 874 170   | 38,77 | 32   | –1    |
| Фронт национального освобождения имени Фарабундо Марти | 840 619   | 37,28 | 31   | 0     |
| Широкий альянс за национальное единство                | 208 851   | 9,26  | 11   | 0     |
| Национальная коалиционная партия                       | 152 633   | 6,77  | 4    | –3    |
| Христианско-демократическая партия                     | 55 698    | 2,47  | 1    | 0     |
| ARENA–PCN                                              | 37 690    | 1,67  | 3    | –     |
| Демократическая перемена                               | 36 396    | 1,61  | 0    | –1    |
| Сальвадорская демократия                               | 19 211    | 0,85  | 0    | новая |
| Социал-демократическая партия                          | 16 648    | 0,74  | 0    | новая |
| PCN–PDC                                                | 6453      | 0,29  | 1    | –     |
| PCN–DS                                                 | 3659      | 0,16  | 1    | –     |
| Беспартийные                                           | 3002      | 0,13  | 0    | 0     |
| Недействительных/пустых бюллетеней                     | 200 485   | –     | –    | –     |
| Всего                                                  | 2 349 450 |       | 84   | 0     |
| Действительных бюллетеней/ Явка                        | 2 255 030 | 47,83 | –    | –     |
| Источник: TSE                                          |           |       |      |       |